# HD 192886
HD 192886，又名CD-4713340，SAO 230150、HR 7749，是一颗恒星，视星等为6.13，位于銀經352.03，銀緯-34.13，其B1900.0坐标为赤經20h 12m 6.5s，赤緯-47° -34.13′ 10″。